# Морске звезде
Морске звезде су пелашки организми који обухватају око 1700 врста. Ружичасте боје, морске звезде су најчешће петокраке, али има и оних са чак 40 кракова. Величина им варира од 1 cm до 1 m. Са доње стране имају ножице којима се крећу. Хране се свим врстама шкољки и неким пужевима. Велике су грабљивице. Свој плен обавију крацима и на њега приљубе уста која се налазе са доње стране. Тада избаце желудац који жртву усиса. Дишу преко кожних шкрга. Имају добро развијено чуло мириса. Краци који отпадну са морске звезде, врло лако поново израсту. Код неких врста из отпалог крака може да се роди нова јединка и то је један од начина размножавања.